# Königsmantel (Kleidung)

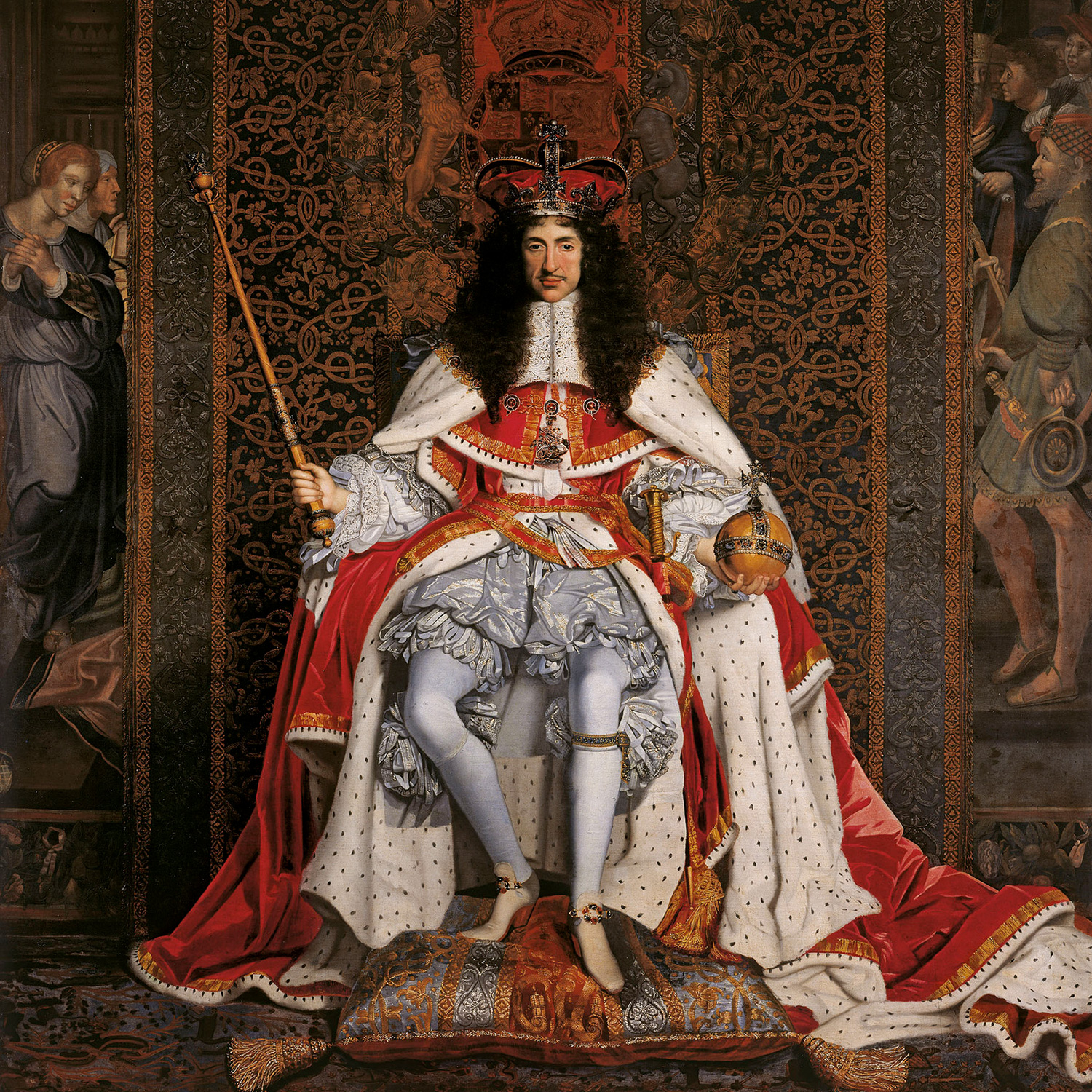
Charles II. im Königsmantel

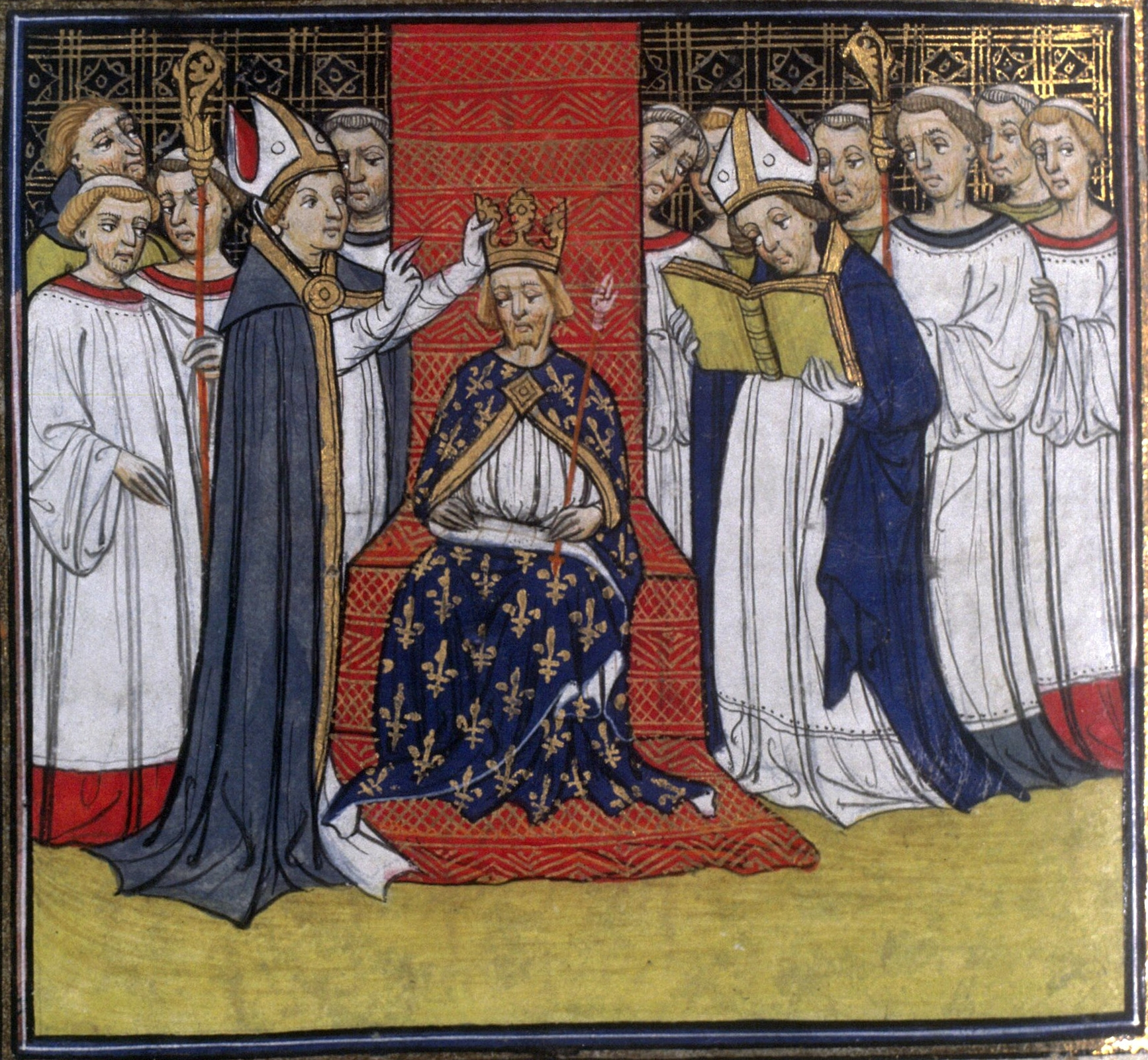
Krönung Philipps III. im blauen Königsmantel

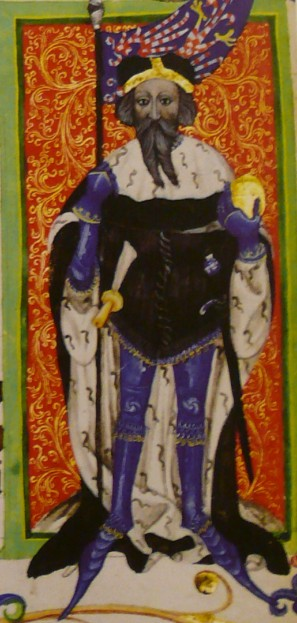
Jobst von Mähren, Römisch-deutscher König (1410–1411)
im Codex Gelnhausen, 15. Jahrhundert

Ein Königsmantel ist repräsentatives, meist ärmelloses Kleidungsstück von Königen, Stammesfürsten und Häuptlingen.
In vielen Kulturen trägt das Oberhaupt eines Stammes, einer Sippe, eines Volkes als Symbol der Herrschaft und obersten Gerichtsbarkeit ein besonderes Gewand, eine Robe.

## Geschichte
Bereits aus Assyrien sind Abbildungen überliefert, auf denen der König eine karmesinrote Stola trägt, die mit Gold, als Symbol für Macht und Reichtum, eingefasst und mit Edelsteinen besetzt ist. 
Im Alten Testament trägt der König von Ninive (8. Jahrhundert v. Chr.) einen Königsmantel (Jona 3,6 ). Im Neuen Testament legen Soldaten Jesus nach seiner Verurteilung einen Königsmantel (= „Purpur“) um (Mk 15,17 ).
Bei indianischen Völkern war zum Zeichen der Herrscherwürde zum Beispiel ein Umhang aus meist farbenprächtigen Vogelfedern oder ein Bärenfell oder Fischotterfell (Häuptlinge der Sauk und Fox) oder ein besonders eingefärbter Wollumhang üblich. Viele dieser Gewänder werden noch heute zu Festen getragen.
So kennen die Aschanti in Ghana und die Ewe (Volk) in Ghana und Togo den Kente, der den Einheimischen vorbehalten ist. Fremde dürfen ihn nicht tragen; das wäre ein Sakrileg. Einige Muster waren früher ausschließlich für die Könige bestimmt. Der Kentestoff hat üblicherweise die Form eines großen gemusterten Tuches, das wie die Toga der römischen Senatoren um den Leib gewickelt wird; ein Ende wird über den Arm geschlagen.
In Europa trugen die Herrscher in der Regel den klassischen, weit geschnittenen Königsmantel aus Samt in Purpurrot. Der Farbstoff war teuer und musste importiert werden (siehe auch Purpurschnecke). Seit dem ausgehenden Mittelalter war der Königsmantel oft mit Hermelinfell ausgefüttert oder verbrämt. 
Als „Kaiser“ umhüllten sich die russischen Zaren mit einer Brokatrobe im Stil byzantinischer Herrscher. Auch diese Kleidungsstücke waren mit Hermelinfell gefüttert oder umrandet; das Hermelin gilt als Symbol für die moralische Lauterkeit und Ehrenhaftigkeit seines Trägers.

## Darstellung in der Kunst
Auch in der religiösen Kunst gibt es Darstellungen des Königsmantels. So befindet sich beispielsweise in der Pfarrkirche Hl.-Kreuz-St.-Wilgefortis in Neufahrn bei Freising ein romanisches Kruzifix, das um 1100 entstand. Christus trägt dort einen Königsmantel. Maria, die Mutter Jesu, wird als Himmelskönigin bezeichnet. Ihr Gewand ist in Blau (Himmelsfarbe) oder Rot (Farbe der Liebe und der Passion) gehalten.
In Sagen erscheint ebenfalls das Motiv des Königsmantels. So erscheint der Geist des Schneegebirges in Österreich in einem Königsmantel aus Gold und Silber. Eine andere Sage befasst sich mit der Burg Lauenstein im Frankenwald, die der fränkische König Konrad 915 als Bollwerk gegen die Sorben und Wenden errichtete: Ein Eremit riet Konrad, den böse Mächte immer wieder am Burgbau hinderten, seinen Königsmantel in Stücke zu reißen und ein Seil daraus zu knüpfen. Dieses Seil legte Konrad um den Gipfel eines Berges, nun gelang der Bau. Im Volksmund heißt die Burg deshalb auch „Mantelburg“.